# Shama de Madagascar
El Shama de Madagascar (Copsychus albospecularis) és una espècie d'ocell de la família dels muscicàpids (Muscicapidae) endèmica de l'illa de Madagascar. El seu estat de conservació es considera de risc mínim.

## Taxonomia
Segons la llista mundial d'ocells del Congrés Ornitològic Internacional (versió 11.2, juliol 2021) el mainà collblanc tindria tres subespècies: la nominotípica (C. a. albospecularis) de la part nord-est de l'illa de Madagascar; C.a. inexpectatus, a l'est i el sud-est, i C. a. pica, a la resta de l'illa.
Tanmateix, el Handook of the Birds of the World i la quarta versió de la BirdLife International Checklist of the birds of the world (desembre 2019), la subespècie C. a. pica s'hauria de segmentar i constituir una espècie apart. Seguint aquest darrer criteri, s'han anomenat en català al TERMCAT:
- Copsychus albospecularis (stricto sensu) - Shama de Madagascar oriental.[4]
- Copsychus pica - Shama de Madagascar occidental.[5]